# NGC 2693
NGC 2693 ist eine elliptische Galaxie vom Hubble-Typ E3 im Sternbild Großer Bär. Sie ist schätzungsweise 222 Millionen Lichtjahre von der Milchstraße entfernt und hat einen Durchmesser von etwa 170.000 Lj.

Sie ist mit dem System NGC 2694 wahrscheinlich gravitativ gebunden.
Das Objekt wurde am 17. März 1790 von Wilhelm Herschel entdeckt.